# ديفيد جايلز
ديفيد جايلز (بالإنجليزية: David Giles)‏ (21 سبتمبر 1956 بكارديف في المملكة المتحدة - ) هو لاعب كرة قدم بريطاني في مركز الوسط. شارك مع منتخب ويلز لكرة القدم. أما مع النوادي، فقد لعب مع برمنغهام سيتي وسوانزي سيتي وكارديف سيتي وكريستال بالاس ونادي باري تاون يونايتد ونادي ريكسهام ونادي ليتون أورينت ونيوبورت كونتي.

## وصلات خارجية
- ديفيد جايلز على موقع قاعدة بيانات كرة القدم.إي يو (الإنجليزية)